# E. Y. Meyer
E. Y. Meyer (* 11. Oktober 1946 als Peter Meyer in Liestal) ist ein Schweizer Schriftsteller.

## Leben
Peter Meyer studierte ab 1966 Germanistik, Geschichte und Philosophie an der Universität Bern. Er brach dieses Studium ab und absolvierte eine Ausbildung am staatlichen Lehrerseminar in Bern. Anschliessend arbeitete er als Primarlehrer in Ittigen. Seit 1974 lebt er als freier Schriftsteller unter dem Namen «E. Y. Meyer» in Bern.
E. Y. Meyer ist Verfasser von Romanen, Erzählungen, Theaterstücken, Hörspielen und Gedichten. Seine Texte sind stark beeinflusst von seinen philosophischen Studien und der Ablehnung des vorherrschenden Fortschrittsdenkens, dessen Funktion bei der «Wiederherstellung» der Welt nach Meyers Ansicht Kunst und Kreativität übernehmen sollten.
Immer wieder äussert er sich auch öffentlich zu solchen gesellschaftspolitischen Fragen. So bereitet ihm die zunehmende Urbanisierung und der damit verbundene Verlust an Lebensraum für Menschen, Tiere und Pflanzen Unbehagen. Ebenso fragwürdig oder untragbar findet er, wenn Anwohnern durch illegale Technopartys mitten in Bern nächtelang Lärmemissionen zugemutet würden und die Polizei angebe, machtlos dagegen zu sein.
E. Y. Meyer ist seit 1973 Mitglied des Schweizerischen Schriftstellerinnen- und Schriftstellerverbandes (SSV), heute Autorinnen und Autoren der Schweiz (AdS). 2011 wurde er vom Deutschschweizer  P.E.N.-Zentrum für den Literatur-Nobelpreis vorgeschlagen.
Sein Archiv befindet sich im Schweizerischen Literaturarchiv in Bern.

## Auszeichnungen
- 1976 Literaturpreis des Kantons Baselland
- 1983 Gerhart-Hauptmann-Preis
- 1984 Gesamtwerkspreis der Schweizerischen Schillerstiftung
- 1985 Preis der Welti-Stiftung für das Drama Das System
- 2005 Buchpreis des Kantons Bern

## Werke

### Originalausgaben
- Ein Reisender in Sachen Umsturz. Erzählungen. Suhrkamp, Frankfurt am Main 1972
  - Neufassung: Suhrkamp (st 927), Frankfurt am Main 1983
- In Trubschachen. Roman. Suhrkamp, Frankfurt am Main 1973
  - Neuausgabe: Der Trubschachen-Komplex. Ein Roman und eine Erzählung. Nachwort von Heinz F. Schafroth. Ammann Verlag, Zürich 1998
    - Taschenbuch-Neuausgabe: In Trubschachen. Roman aus dem Emmental. Lenos Verlag, Basel 2009, ISBN 978-3-85787-721-6
- Eine entfernte Ähnlichkeit. Erzählungen. Suhrkamp (st 242), Frankfurt am Main 1975
- Die Rückfahrt. Roman. Suhrkamp, Frankfurt am Main 1977
- Die Hälfte der Erfahrung. Essays und Reden. Suhrkamp, Frankfurt am Main 1980
- Plädoyer. Für die Erhaltung der Vielfalt der Natur beziehungsweise für deren Verteidigung gegen die drohende Vernichtung durch die Einfalt des Menschen. Suhrkamp, Frankfurt am Main 1982
- Sundaymorning. Theaterstück. Berndeutsch. Mit einem Nachwort von E. Y. Meyer und der Rede von Martin Machatzke anlässlich der Verleihung des Gerhart-Hauptmann-Preises 1983. Erpf, Bern 1984, ISBN 3-256-00074-6
- Wilde Beeren. Insel (IB 1128), Frankfurt am Main 1992 (Text zu Bildern von Sabine Schroer-Hofkunst)
- Das System des Doktor Maillard oder Die Welt der Maschinen. Roman. Ammann, Zürich 1994, ISBN 3-250-10213-X
- Wintergeschichten. Erzählungen. Ammann, Zürich 1995, ISBN 3-250-10269-5
- Venezianisches Zwischenspiel. Eine Novelle. Ammann, Zürich 1997, ISBN 3-250-10311-X
- Der Ritt. Ein Gotthelf-Roman. Folio, Wien 2004, ISBN 3-85256-285-6
  - Taschenbuch-Neuausgabe als: Gotthelfs Ritt. Roman aus dem Emmental. Lenos, Basel 2011, ISBN 978-3-85787-745-2
- Eine entfernte Ähnlichkeit. Eine Robert-Walser-Erzählung. Folio, Wien 2006, ISBN 3-85256-341-0
- Wo Gott hockt. Emmentaler und andere Gedichte. Mit „House Of The Rising Sun“ auf Berndeutsch und Musik von Hank Shizzoe. Audio-CD, 2007, ISBN 978-3-033-01242-4
- Wandlung. Roman zur Jahrtausendwende. Stämpfli, Bern 2012, ISBN 978-3-7272-1269-7
- Apotheose. Roman zur Jahrtausendwende. Stämpfli, Bern 2015, ISBN 978-3-7272-1442-4

### Theater-Aufführungen, Hörspiele, TV
- Sundaymorning, uraufgeführt am Stadttheater Bern, 1987
- Spitzberg. Hörspiel, Schweizer Radio DRS, 1972
- Eine entfernte Ähnlichkeit. Hörspiel, DRS, 1975
- Herabsetzung des Personalbestandes. Fernsehspiel, 1976

### Herausgeberschaft
- Geräusche. Eine Schweizer Anthologie. Scheffelbund, Karlsruhe 1982 (zusammen mit Beatrice Steiner)
- Edgar Allan Poe: Der Rabe. Zweisprachige Ausgabe. Mit einem Nachwort von E.Y. Meyer. Insel (IB 1006), Frankfurt am Main 1982 (12. A. 2007), ISBN 3-458-19006-6
- Jeremias Gotthelf: Geld und Geist oder Die Versöhnung. Mit einem Nachwort von E.Y. Meyer. Suhrkamp (Weisses Programm Schweiz), Frankfurt am Main 1990